# Оберле (Луизијана)
Оберле (енгл. Oberlin) град је у америчкој савезној држави Луизијана.

## Демографија
По попису из 2010. године број становника је 1.770, што је 83 (-4,5%) становника мање него 2000. године.
| Група             | 2000.         | 2010.       |
| Белци             | 1.110 (59,9%) | 957 (54,1%) |
| Афроамериканци    | 697 (37,6%)   | 712 (40,2%) |
| Азијати           | 5 (0,3%)      | 27 (1,5%)   |
| Хиспаноамериканци | 13 (0,7%)     | 17 (1,0%)   |
| Укупно            | 1.853         | 1.770       |